# Humeanismo
O humeanismo se refere à filosofia de David Hume e à tradição de pensamento inspirada por ele. Ele pode ser a base das teorias da racionalidade que predominam nas ciências sociais e comportamentais, bem como aquelas empregadas pelos teóricos da decisão e dos jogos. Muitos filósofos da tradição humeana foram além dessas restrições metodológicas e tiraram várias conclusões metafísicas das idéias de Hume, especialmente, a fim de negar a existência de qualquer conexão necessária ou influência causal na realidade concreta.